# Ариас Эспиноса, Рикардо
Рикардо Мануэль Ариас Эспиноса (исп. Ricardo Manuel Arias Espinosa; 5 апреля 1912, Вашингтон, США — 15 марта 1993, Панама, Панама) — панамский государственный деятель, президент Панамы (1955—1956).

## Биография
Родился в семье потомственных политических деятелей Панамы.
Окончил Колледж де ла Саль в Боготе (Колумбия), продолжил обучение в Академии долины Шенандоа в американской Виргинии. Окончил аспирантуру в Джорджтаунском университете и Католическом университете Чили.
Вернувшись на родину в 1944 г., начал свою политическую карьеру с избрания в 1944 г. депутатом Национальной Ассамблеи Панамы, до 1948 г. играл в его работе значимую роль.
С 1949 по 1951 г. входил в правительство страны в качестве министра. С 1952 по 1955 г. он был вторым вице-президентом страны, а с 1955 г; до своего избрания на пост президента он был министром иностранных дел Панамы.
Вступил в должность президента 29 марта 1955 г; вместо смещенного с этого поста Хосе Рамон Гисадо и находился на нем до конца срока убитого в январе 1955 г. президента Хосе Антонио Ремона — до 1 октября 1956 г. За время своего пребывания в должности он продолжил курс Ремона, пытаясь вывести страну из экономической депрессии. Выступал против интеграции страны в экономическое сообщество стран Центральной Америки, поскольку видел в этом риски для национальной экономики.
После передачи полномочий главы государства столкнулся с серьёзными обвинениями, выдвинутыми против него Оскаром Миро, который считался виновным в смерти президента Ремона. Он заявил, что на посту первого вице-президента он выступал подстрекателем и сообщником в убийстве Ремона. Однако политику не был привлечен к ответственности, так как не было найдено никаких доказательств его причастности к преступлению, впрочем, эти обвинения использовались политическими оппонентами для дискредитировать его репутации.
В 1959 г. Национальная патриотическая коалиция решила поддержать его кандидатуру на пост президента, однако из-за отсутствия внутренней сплоченности был выдвинут другой кандидат. Несмотря на это, Ариас пошел на выборы, но потерпел поражение.
В 1964—1968 гг. — посол в США и постоянный представитель Панамы при Организации Объединённых Наций. Последние годы жизни занимался собственным бизнесом, являлся президентом Общества животноводства и Панамской авиационной компании.